# Conus regalitatis
Conus regalitatis é uma espécie de gastrópode do gênero Conus, pertencente a família Conidae.